# Torsam Khan
Pour les articles homonymes, voir Khan (homonymie).
Torsam Khan, né en 1952 à Peshawar et mort le 28 novembre 1979 à Adélaïde est un joueur de squash représentant le Pakistan. Il atteint en janvier 1978 la 10e place mondiale sur le circuit international, son meilleur classement.
Il est le frère aîné de Jahangir Khan, un des plus grands joueurs de squash de tous les temps.

## Biographie
Il appartient à une famille pachtoune de Peshawar au Pakistan. Il est le fils du champion du British Open de 1957, Roshan Khan, et le frère aîné de Jahangir Khan. Torsam a été formé comme joueur de squash par son père. En 1979, Torsam est au sommet de sa carrière en étant 13e joueur mondial et est élu président de l'Association internationale des joueurs de squash. Cependant, en novembre de la même année, à l'âge de 27 ans et apparemment en excellente santé, Torsam est victime d'une crise cardiaque lors d'un match de tournoi en Australie et meurt subitement. Sa mort a profondément affecté son jeune frère Jahangir, qui avait alors 15 ans. Jahangir a révélé dans un documentaire diffusé sur GEO Super qu'au moment de sa mort, Torsam était sur le point de quitter son poste de joueur pour se concentrer sur l'entraînement de Jahangir. Jahangir a envisagé d'arrêter le jeu immédiatement après la mort de Torsam, mais a plutôt décidé de poursuivre une carrière dans ce sport en hommage à son frère. Entraîné par Rehmat Khan (un cousin qui était un ami proche de Torsam), Jahangir Khan a atteint des sommets sans précédent dans le jeu, notamment une série de 555 matches sans défaite entre 1981 et 1986.
Il participe aux championnats du monde 1976, 1977 et 1979, atteignant à chaque fois le 3e tour.